# Unhung
Unhung (hangul: 운흥군, Unhung-kun, handzsa: 雲興郡, RR: Unhŭng-kun, ’felhős virágzás’) megye Észak-Koreában, Rjanggang (Ryanggang) tartományban.
Megnevezése Uncshong (Unchong) járás (운총사, 雲寵社; „felhős kegy”) és Sinhung (Sinhŭng) járás (신흥사, 新興社; „új virágzás”) neveinek összevonásából keletkezett.

## Földrajza
Északról Pocshon (Poch'ŏn) megye, nyugatról Hjeszan (Hyesan) városa, délről Kapszan (Kapsan) megye, keletről pedig Pegam (Paegam) megye, illetve az Észak-Hamgjong (Hamgyŏng) tartománybeli Tancshon (Tanch'ŏn) város határolja.
Legmagasabb pontja a 2135 méter magas Kvandubong (관두봉; 冠頭峯, Kwandubong).

## Közigazgatása
1 községből (up (ŭp)) 10 faluból (ri (ri)) és 10 munkásnegyedből (rodongdzsagu (rodongjagu)) áll:
| - Unhung-up (운흥읍; 雲興邑, Unhŭng-ŭp) - Tedzsung-ri (대중리; 大中里, Taejung-ri) - Teha-ri (대하리; 大下里, Taeha-ri) - Tongphjong-ri (동평리; 東坪里, Tongp'yŏng-ri) - Tongpho-ri (동포리; 洞浦里, Tongp'o-ri) - Pogan-ri (복안리; 福安里, Pogan-ri) - Szangszan-ri (상산리; 上山里, Sangsan-ri) - Sindzsung-ri (신중리; 新中里, Sinjung-ri) - Simpho-ri (심포리; 深浦里, Simp'o-ri) - Csamun-ri (잠운리; 潛雲里, Chamun-ri) - Csanghang-ri (장항리; 獐項里, Changhang-ri) | - Namdzsung-rodongdzsagu (남중로동자구; 南中勞動者區, Namjung-rodongjagu) - Tedok-rodongdzsagu (대덕로동자구; 大德勞動者區, Taedŏk-rodongjagu) - Tedong-rodongdzsagu (대동로동자구; 大洞勞動者區, Taedong-rodongjagu) - Teosicshon-rodongdzsagu (대오시천로동자구; 大五是川勞動者區, Taeosich'ŏn-rodongjagu) - Tedzsonphjong-rodongdzsagu (대전평로동자구; 大田坪勞動者區, Taejŏnp'yŏng-rodongjagu) - Rjongha-rodongdzsagu (령하로동자구; 嶺下勞動者區, Ryŏngha-rodongjagu) - Rjongam-rodongdzsagu (룡암로동자구; 龍岩勞動者區, Ryongam-rodongjagu) - Rjongpho-rodongdzsagu (룡포로동자구; 龍浦勞動者區, Ryongp'o-rodongjagu) - Szengdzsang-rodongdzsagu (생장로동자구; 生長勞動者區, Saengjang-rodongjagu) - Ilgon-rodongdzsagu (일건로동자구; 日建勞動者區, Ilgŏn-rodongjagu) |

## Gazdaság
Unhung (Unhŭng) megye gazdasága természeti adottságai végett főként erdőgazdálkodáson és bányászaton alapszik, azonban helyet kap a szeszipar és a vegyipar is. Főbb termékei: textil, gyógyszerek, sörök, borok, szójaszósz és cukor. Jelentős továbbá még építőanyaggyártása (üveg, márvány, cement) és mezőgazdasága (burgonya, jégcsapretek, kínai kel).

## Oktatás
A megyében közel 60 oktatási intézmény található, közülük a legfontosabbak az Unhung (Unhŭng)i Ipari Egyetem, és az Unhung (Unhŭng)i Földművelési Főiskola.
Ezenkívül  Unhung (Unhŭng) megye 30 kulturális intézménynek, köztük könyvtáraknak, közösségi házaknak ad otthont.

## Egészségügy
Unhung (Unhŭng) megye saját kórházzal rendelkezik.

## Közlekedés
A megye Pektuszan cshongnjon (Paektusan ch'ŏngnyŏn) vonal révén vasúton, illetve közutakon közelíthető meg.